# 學園愛麗絲
《學園愛麗絲》（日語：学園アリス）是日本漫画家樋口橘所創作的少女漫画，以及依此改編的動畫與遊戲軟體。後續更以相同世界觀創作漫畫《歌劇國愛麗絲》。

## 故事簡介
东京的愛麗絲學園（國立愛麗絲研究機關學園本部）是一所特別的學校，只招收具有特殊能力「愛麗絲」的人，一旦入學就要等到畢業才可以離開學校。佐倉蜜柑與今井螢本來住在鄉村地方，兩人是同學也是好朋友。某天螢突然轉學至東京的愛麗絲學園。而想念螢的蜜柑，離家出走到了東京，終於找到螢的新學校。然而蜜柑卻被發現也有愛麗絲，並通過了入學考試並確認自己擁有無效化愛麗絲，正式成為該校學生，在那裡開始新的校園生活。
愛麗絲學園設有初等部（三歲至八歲在A班，九歲至十二歲在B班）、中等部及高等部（高中和大學兩年），校園佔地極之廣闊，範圍大部份是森林，除了校舍和宿舍外，校園中心有商店市鎮。為了防止學生逃出學校，校方以電網包圍整個校園，觸碰到電網的人會受到電擊且即時被發現。若學生取得優等生獎，可以獲准回家一星期。
這所特別學校有一些不為人知的黑暗面，有些學生感覺被學校利用，於是反對這所學校，成立及加入了一個神秘組織「Zero」（簡稱「Z」）與愛麗絲學園對抗。

## 登場角色
以下配音員標記未特別註明者為動畫版；2004年DVD表示「2004年《花與夢》讀者贈品DVD」；2008年廣播劇CD表示「2008年《花與夢》讀者贈品廣播劇CD」。
※備註：香港版配音有亞洲電視（aTV）與Animax兩種不同的版本。

### 初等部

#### 佐倉蜜柑
佐倉蜜柑（聲：植田佳奈（日本）；雷碧文（臺灣）；莊巧兒／王夢華（香港））
主角。10歲→16歲。初等部B班→退學→高中二年級。5月?出生（1月1日是被爺爺收養的日子）。?座。O型血。身高149cm。體重39kg。無效化是能力壽命很短形式。髮型通常是雙馬尾(長大後改為束起一半頭髮作髻)。京都出生，說話有關西腔。害怕鬼怪。純真、開朗和不輕言放棄的性格能感化班上的同學。有能把攻擊性愛麗絲消除的「無效化愛麗絲」。初等部B組6年級。因為與「事件」的中心人物有相同愛麗絲，所以被學園監視及判定為無星。特別能力系。初期因曾被棗性騷擾而敵視他。救出被綁架的棗後，升格一星。了解棗後漸漸喜歡他。在花園會的花名是「蜜柑君」。後來發現有能從他人或自己身體將愛麗絲以愛麗絲石的形式取出的「盜竊愛麗絲」（或譯「盜取愛麗絲」和「竊取愛麗絲」），此後被初等部校長再三強迫轉到危力系。愛麗絲結晶石的顏色是蜜柑色。能將愛麗絲石植入他人或自己身體內的「植入愛麗絲」覺醒後，自身植入了櫻野的愛麗絲結晶石，得到迅間移動的能力也在同伴身體植入了其他愛麗絲結晶石。然後和母親．安積柚香逃離學園時，因初等部校長的陰謀令柚香死亡，而Z趁剛在愛麗絲學園結界能力來源中等部校長的能力減弱時入侵學園。蜜柑用自己的自由來換取母親拍檔·志貴雅近和初等部校長的契約成立，之後困在本部的迷宮塔中。後來為了救瀕死的棗而用盡自身的愛麗絲，令她因沒有愛麗絲而面臨被逐出學園的危機，甚至要令她在學園的記憶消失。記憶消失後，離開學園後回到京都郊外的爺爺家生活。
在結局中透過從棗手中取回愛麗絲石而恢復部分記憶以及其愛麗絲，並決定回到愛麗絲學園及和棗、流架以及野田老師等人出發去尋找為了救棗而在時空不斷穿梭的螢和她的哥哥·昴。
在歌劇之國的愛麗絲中與棗重返愛麗絲學園就讀高等部，與棗交往。
目前已知家人有伯父(高等部校長)、外公及外婆和兩個舅舅(但是未曾往來)。

##### 與朋友間的關係
今井螢
擁有發明愛麗絲，蜜柑最要好也是最重要的朋友，也因為如此，蜜柑才會追著小螢來到愛麗絲學園。個性相當沉穩冷靜，但當碰到跟蜜柑有關的非常重要的時候會稍微緊張一下，卻還是比一般人還要冷靜，個性和蜜柑天差地遠，因此兩人之間的友情，有時實在令週遭的人覺得匪夷所思。
小螢的愛有些令人難懂，看似冷漠，其實很溫柔，在某些方面與棗有些相似，但是因為有蜜柑，所以小螢不會令人感到像棗那樣的疏遠。
有一個年齡相差七歲的哥哥昴在高等部，而蜜柑直到學園祭才知道這件事，以為小螢隱瞞她令她有些打擊（但事後證實只是因為小螢找不到時機說）。
小螢很喜歡吃海鮮，而且有些“拜金”，常常藉拍很有人氣的人的照片來賺錢，或是對蜜柑放高利貸，然後收取高利息。
在Z組織事件前夕為了保護蜜柑而中彈，除了初期曾經因為痛苦到不行所以喊過父母親，但是醒來後第一個最在意的卻是蜜柑。結果蜜柑很難過的說：「小螢她…從來不在我面前提到爸爸媽媽，不管她多麼難過，從來都不在我面前喊苦……」「就連這一次，小螢她那麼痛苦…那麼痛苦，但是她不擔心自己，她擔心的還是我……她卻叫我不要哭……」，那是第一次蜜柑希望自己能變的和小螢一樣堅強。
後來當初等部校長計謀要讓小螢離開蜜柑身邊還有緊接著一連串的事件，蜜柑和小螢在花姬殿再度重逢，然後小螢為了拯救自己的哥哥而留下。故事最後，蜜柑、棗和流架一起踏上时空旅行，拯救在時空不斷穿梭的螢和她的哥哥·昴。
日向棗
擁有相當強大潛在能力的火之愛麗絲，個性有些孤僻、冷漠，但是仔細觀察就會發現有著不著痕跡的溫柔。
第一次和蜜柑見面是在他準備脫逃時，結果遇上鳴海而被他的費洛蒙愛麗絲影響而昏了過去，醒來後身旁只有蜜柑。當時質問她是誰，但是慌張的蜜柑根本就不回答，因此一氣之下將她的水珠內褲脫了。動畫版則是在過程中蜜柑的裙子掉落，露出水珠花樣的內褲，故之後常以"水珠"稱呼她。之後和來救他的流架一起離開。
在蜜柑尚未確定有愛麗絲前，他就感覺到她的不平常（因為在質問她時明明使用愛麗絲卻對她沒有影響），後來出給她的難題是穿越北之森，但因為誤以為蜜柑她們綁架流架，因此憤而對小螢和班長下手，也因此確定蜜柑擁有無效化的愛麗絲。
因為妹妹的關係，他在愛麗絲學園受到誤會，在蜜柑來之前，對流架以外的人從不敞開心房，而在經過玲生綁架事件後，對蜜柑完全改觀，態度較好（雖然看不太出來），甚至有喜歡上蜜柑的跡象。
在學園祭的時候蜜柑曾被棗看過胸部、也因為輸掉遊戲而當他的僕人。
Z事件中，對蜜柑說過：「五年後的妳，把頭髮放下來吧！…這樣比較好。」，聖誕節時強吻過蜜柑、新年時為了救可能被關在花姬殿的妹妹日向葵，而假裝和蜜柑被黏黏粉黏在一起，一起度過一夜，在其中還因為有些睡昏頭（故意的？）而抱住尚未睡著的蜜柑。
即使知道異性交換愛麗絲石背後的含義，他仍然把自己的石頭在蜜柑不知情的情況下送給她（原本應該是蜜柑生日時就要給的但拖了很久，直到蜜柑送給他自己第一次做的小碎片才送給她）。
情人節第一個吃下蜜柑做的巧克力，也為了保護蜜柑而不小心吃下加了媚藥的巧克力而和翼抱在一起。
在小泉月出現後，跟蜜柑的關係似乎上升很多，尤其是體育祭時，很明顯的對蜜柑表示出關心，也在大庭廣眾之下告白過（雖然當時他是誤打誤撞參加借物賽跑並帶著面具，因此沒人知曉是棗），但因為那時受小泉月的威脅曾說了一些話傷到蜜柑，因此隨後他又帶著別人的面具緊追跑走的蜜柑並從後頭抱住她。也是在此刻兩人心意相通。在後來的人物簡介上，也將「互相在意的兩人」改成了「互相喜歡的兩人」。
在翼因為危能系的任務失蹤後，也因為想到蜜柑可能在哭泣而夜晚潛入安慰，兩人因此抱在一起，那時蜜柑說是代替棗哭的。
帶著蜜柑逃離開初等部到花姬殿時，他再一次有了希望快點長大擁有力量的想法，而這一次，不是對其他人，而是為了想跟蜜柑在一起。
在歌劇之國的愛麗斯中與蜜柑重返愛麗絲學園就讀高等部，與蜜柑交往，並各自擁有一枚情侶戒指 。
乃木流架
有著動物費洛蒙愛麗絲的男孩，與棗是好友卻也意外的喜歡上蜜柑。個性溫和老實，十分可愛，但該有勇氣時他很勇敢，而當他微笑時會讓旁人有天使的錯覺。
流架第一次和蜜柑相遇是為了搭救棗而見到蜜柑，初期的流架對於蜜柑不是很喜歡，但他卻常被蜜柑和小螢整的團團轉。
因為過去的事情，所以他決定若棗不笑，那他也不笑了，因此溫柔的流架戴上冰冷的面具示人，卻被蜜柑給揭穿原本的個性。慢慢地他喜歡上蜜柑，他感覺蜜柑像是一道光那樣地溫柔，所以被她吸引。
第一次對蜜柑做大膽的事是在他們逃出學園調查Z事件的那一次，吃了含有酒精成分葡萄的流架很大膽的抱住蜜柑。
而後則在聖誕節因為小陽親吻過蜜柑的臉頰，而他也受到鼓舞，吻了蜜柑的另一邊臉頰並要她不要說出去。雖然是兩人第一次有了秘密，但後來因為蜜柑的驚慌失措，使小螢等人略知道他們可能有什麼。（棗則問他們是不是接吻了，結果蜜柑的回答不當再加上棗吃醋）流架與蜜柑都互相懷有一種好感，但彼此之間卻不知道。
在情人節的時候第一個收到蜜柑做的巧克力（為了躲流架架後援會的女生而碰巧遇見）。
雖然一直喜歡着蜜柑，但因為知道日向棗比起任何人都要更加喜歡，守護着蜜柑，所以最後選擇祝福二人。
在歌劇之國的愛麗斯中與蜜柑和棗等人重返愛麗絲學園，就讀高等部，是四之宮遠麻的親戚。

##### 蜜柑的愛麗絲
無效化
能夠將別人的愛麗絲無效化的力量（一般而言主要是攻擊性的愛麗絲才有效），雖然蜜柑不太懂得操控，但是似乎只要她有想保護某人的想法時，力量就會隨之而出（例如棗的火），此外，即使蜜柑沒有特意去控制，這能力也會保護她不受費洛蒙愛麗絲的影響。（如鳴海的費洛蒙、玲生的聲音。）
這是蜜柑一開始就被發現的愛麗絲，是從父親行平泉水繼承而來的。因為發現不易, 進入學園的年齡卻意外的早（泉水是在成人後才被發現的），成為一個很稀有的案例。
竊盜
從母親安積柚香遺傳的能力，能夠竊取他人愛麗絲，與植入愛麗絲一體兩面，是蜜柑的潛在能力之一。第一次出現是中了Persona的腐蝕的蜜柑因此引發了此愛麗絲，拯救了自己的生命，也曾經用此愛麗絲拯救了同樣狀況的鳴海和野薔薇。
植入
從母親安積柚香遺傳的能力，能將愛麗絲石植入他人或自己身體內，與竊盜愛麗絲一體兩面，是蜜柑的另一個潛在能力。在了解「事件」後，在同伴和自己身體植入了愛麗絲石。
- 自己→瞬間移動愛麗絲、直覺愛麗絲、心靈感應愛麗絲、增幅愛麗絲
- 小螢→竊盜愛麗絲
- 棗→念力愛麗絲
- 流架→結界愛麗絲
- 翼→費洛蒙愛麗絲
- 茨木野薔薇→增幅愛麗絲、記憶操作愛麗絲
- 殿內明良→雷電愛麗絲
- 野田→增幅愛麗絲

今井螢（聲：釘宮理惠／澤城美雪（2004年廣播劇CD、2004年DVD）（日本）；馮嘉德（臺灣）；陳琴雲／黃鳳兒（香港））
蜜柑的好友。10歲→12歲。10月25日出生。天蠍座。AB型血。身高148cm。體重38kg。有能發明不可思議東西的「發明愛麗絲」，作品得到外間企業的好評。初等部B組6年級的副班長。技術系。三星，幹部候補生。在花園會的花名是「若紫」。愛麗絲結晶石的顏色是水色和紫色。雖然外表冷淡，嘴巴很壞，但是其實非常關心蜜柑與友人。愛吃，拜金。蜜柑在她身上植入自己母親的「竊取愛麗絲」，她用這個來解開小泉月在她哥哥·昴身上設下的「吸魂愛麗絲」。
在蜜柑離開學園前便因和哥哥·昴救回棗，遭到要在時空不斷穿梭的後果而导致下落不明，直至結局只是透過錄音耳機向蜜柑傳達恭喜她17歲的真正生日的字句，后被蜜柑等人找回再次群聚于爱丽丝学园。
日向棗（聲：朴璐美（日本）；龍顯蕙（臺灣）；姜麗儀／鄧潔麗（香港））
蜜柑的拍檔。10歲→16歲。11月27日出生。射手座。B型。身高153cm。體重41kg。8歲與乃木流架一同進入校園。有能產生及自由操縱火焰的「火焰愛麗絲」，每次使用都會縮短壽命形式。為保護葵而被逼進入學園和危險能力系。執行任務時戴着黑貓形的「愛麗絲完全制卸面具」，代號「黑貓」。執行過多任務，身體虛弱。愛麗絲結晶石的顏色是紅色。初等部B組6年級。幹部生，學生會成員。外表冷酷但內心温柔。初期對好朋友流架外的人緊閉心房，後來受蜜柑改變，對蜜柑與友人敞開心房。5年級時是蜜柑的拍擋。起初常稱蜜柑為「水珠」。頗受初等部和中等部的女同學歡迎。漸漸喜歡蜜柑。在花園會的花名是「紅蓮君」。救出葵後為保護蜜柑而留在學園。
日向棗是學園愛麗絲中第一男主角，一開始時是佐倉蜜柑的天敵，後來喜歡上蜜柑。代號黑貓，有著一副黑貓面具，只有在被懲罰還有出任務時才會帶上。
學習能力突出，成績也是很優秀，即使常常翹課（但有時翹課是因為出任務），考試依舊拿班上前三，名副其實的天才（曾經因為不屑鳴海出的題目而交白卷，所以只拿第三名），也因此像是班上的首領，班上同學會依照他的指示。
有个性，外冷内热。平時沉默寡言，很低調，是座萬年冰山，但其實是很溫柔。在蜜柑來之前，除了他的好友乃木流架以外，幾乎不和任何人來往，為了保護流架和葵也受到很大的傷害，是個冷漠的神祕少年。
流架：「棗對他認定是朋友的一定不會捨棄…他任何時候都把別人的事看得比自己的事重要。為了對方…他總是選擇傷害自己的道路…」
直到蜜柑的出現，棗的態度才開始轉好。他變的偶爾會笑、與班上比較有些交流。
喜歡著蜜柑，20集因為以為蜜柑喜歡流架而吃醋，為了保護蜜柑因此在葵脫離危險後仍選擇留在學園，擔心學園會對蜜柑不利，所以一開始將這份心情藏在心底，直到發生了一連串事情的發生，兩人因此知道彼此的心意也心意相通。
即使知道異性交換愛麗絲石背後的含義，他仍然把自己的石頭在蜜柑不知情的情況下送給她（原本應該是蜜柑生日時就要給的但拖了很久，直到蜜柑送給他自己第一次做的小碎片才送給她）。
情人節第一個吃下蜜柑做的巧克力，也為了保護蜜柑而不小心吃下了加了媚藥的巧克力而和翼抱在一起（證實對含有類似荷爾蒙愛麗絲之類的物品的免疫較弱）。
棗他們一家都是火之愛麗絲，除了在逃避學園的追兵時意外撞車身亡的母親為讀取物體記憶的爱麗絲。他僅有的家人只有父親和妹妹葵。而為了逃離愛麗絲學園的入學誘勸，他們一家子不斷的搬家，直到棗八歲那年，一切都改變了。其母五十嵐 馨是蜜柑父母生前的摯友，但棗不知情，直到經過時光穿越後得知真相，對蜜柑更加保護。
那年，他搬到了流架所住的鎮上，偶然之下救了差點被人口販賣子綁架走的流架，兩人也因此成為好友。
但後來，學園依舊找到他們，原本不應該來的危能系導師Persona居然在初等部校長的命令下也跟著鳴海老師和岬老師出現，他將實驗中的愛麗絲石（類似增幅愛麗絲的能力）放在棗他們家的窗台上，事後他辯解說原本是打算要讓小棗拿到，沒想到卻先被小葵拿走，但這番話鳴海並不相信。
葵因為身體吸收了愛麗絲石，造成自己的力量增幅，她也因此發燒、愛麗絲失控，整座小鎮在一夕之間陷入火海。
雖然沒有人傷亡，但是葵因此失明也喪失記憶，棗認為是自己沒有保護好葵為此替葵頂罪，這也使得棗有了被迫進入愛麗絲學園的原因，而流架為了陪伴小棗也一同進了學園。
棗一度希望自己能夠快點長大，這樣才有力量打破覆蓋在自己周圍的障礙。第一次有這個願望時是在他沒有保護到家人時，學園利用流架和小葵來威脅棗出任務，並要他若不小心落入敵方手中時，也要自行了斷，否則流架和小葵就會有危險。
第二次這念頭出現時，是在蜜柑陷入危險時，小葵已經不會有事了，但是反而換蜜柑身陷其中，「我一路牽過來的這隻手…如果我能有到了最後都不將這隻手交給其他任何人的能力的話……」「我想現在馬上成為大人，成為能夠這樣一直牽著妳逃走的大人。」
棗擁有的是火之愛麗絲，這力量使他強大，卻也被他憎恨著，他討厭這可以燒盡一切的火焰，偏偏又是他來保護重要的人的力量。
在結局中給回蜜柑她的愛麗絲石並表示已經跳級畢業，及後與蜜柑等人一同穿越時空去尋找救命恩人螢和昴。
乃木流架（聲：安田美和／皆川純子（2004年DVD）（日本）；劉如蘋（臺灣）；譚淑英／陳琴雲（香港））
棗的好朋友，從小學3年級便在一起的玩伴。10歲→16歲。3月16日出生。雙魚座。O型血。身高154cm。體重42kg。日法混血兒。個性温和。喜愛動物，有被動物喜愛及能與動物溝通的「動物費洛蒙愛麗絲」。愛麗絲結晶石的顏色是奶白色。初等部B組6年級。體質系。三星。初期因不想棗獨自受苦，對他以外的人緊閉心房，後來受蜜柑改變，回復本來性情。常抱着一隻兔子，被蜜柑與翼稱為「流架兔」。頗受初等部和中等部的女同學歡迎。漸漸喜歡蜜柑。在花園會的花名是「向日葵之君」。
流架的家庭人員有父母親、爺爺和一隻狗，流架是獨生子。他的母親是法國人，所以流架有日法混血。
家裡挺有錢的，當初能夠坦然的住在鎮上就是因為流架的母親僱了許多保鑣保護流架，也曾在學園的老師來時，拿出武士刀威脅，說出她早已有殺人的覺悟，只要能夠保護好她心愛的孩子，由此可知流架很受寵愛。
但流架只感到那是困擾，因為這顯得他不一樣，有著差別待遇，和一般同學都格格不入，所以他不愛上學。直到日向棗的來到，流架才第一次有了真心的笑容，見到如此，他的母親也了解到當初自己將流架就像關在籠子中一樣太過保護，讓他失去很有生氣的笑容。
他很重視棗這個朋友。所以當流架為了跟棗一同進入愛麗絲學園時，即使難過，雙親還是支持他的決定，因為在學園裡，沒有人知道那時的真相，讓流架進去是為了不讓棗一個人獨自受苦。
不知道是天生的還是愛麗絲的緣故，流架有些愛動物成痴（他接近動物時會旁若無人地和牠們擁抱、玩耍），當初佐倉蜜柑等人能夠騙流架到北森林就是讓班長用幻覺讓他誤以為森林裡的動物們有危險了而上當。
初期裝冷漠的流架，卻因為蜜柑的出現而現出了原型，而他也慢慢的喜歡上了蜜柑，而對棗說要競爭。
以他在體育季的表現來看，他的運動神經不錯，而且毅力很好，甚至不怕被發現，在獲勝後開心的叫著蜜柑的名字，還在同學面前找蜜柑一起溫馨地吃飯。
他溫柔的個性常常被螢敲詐，被翼和美咲等人捉弄。
在結局中和棗一樣已經跳級畢業了，並與蜜柑等人一同穿越時空去尋找螢和昴。
飛田裕（聲：大浦冬華（日本）；龍顯蕙（臺灣）；羅嘉玲（香港））
初等部B組的班長（或譯委員長）。11歲→16歲。6月14日出生。雙子座。A型血。身高150cm。體重40kg。個性温和，品行端正，成績優秀。7歲進入校園。有能讓他人看見幻覺的「幻覺愛麗絲」。愛麗絲結晶石的顏色是翡翠綠色。初等部B組6年級的班長。潛在能力系。三星，幹部候補生。希望班上的同學能和諧相處。曾經被柚香偷去愛麗絲，後來恢復。
正田菫（聲：齋藤千和／水橋香織（2004年DVD）（日本）；劉如蘋（臺灣）；陳琴雲（香港））
蜜柑的同學。11歲→16歲。5月31日出生。雙子座。B型血。身高149cm。體重40kg。有頗強的自尊心和責任感。有與狗及貓一樣的超嗅覺、直覺和四腳走路的「犬貓體質愛麗絲」，用愛麗絲時會生出與狗及貓一樣的耳朵、鬚和尾巴。愛麗絲結晶石的顏色是紅色。初等部B組6年級。體質系。二星。喜歡棗，自封棗Fans Club會長。初期討厭蜜柑，兩人一起營救被綁架的棗後成為友人。被蜜柑、棗、心讀君與狐狸眼君稱為「燙髮」（或譯「捲髮」），和從初等部A組時心讀君是拍檔。
小笠原野乃子（聲：野中藍／松岡由貴（2004年DVD）（日本）；吳小藝（香港））
蜜柑的同學。9歲→15歲。9月26日出生。天秤座。A型血。身高152cm。體重40kg。有能調製出奇怪藥物的「不可思議藥物愛麗絲」。初等部B組5年級。技術系。一星。愛麗絲結晶石的顏色是粉紅色。喜歡岬老師。
梅宮安娜（聲：神田理江（日本）；姜麗儀（香港））
野乃子的好友。9歲→15歲。3月2日出生。雙魚座。A型血。身高147cm。體重39kg。有能製作出奇怪料理的「不可思議料理愛麗絲」。初等部B組5年級。技術系。一星。愛麗絲結晶石的顏色是粉紅色。喜歡岬老師。
聖陽一（聲：齋藤千和（日本）；鄧潔麗（香港））
初等部A組。3歲→9歲。4月13日出生。白羊座。AB型血。有能召喚惡靈的「召喚惡靈愛麗絲」，能感覺到別人的「負之氣」。初等部A組。危險能力系，代號「惡魔使者」。一星。吃了螢的變身糖果，長大10歲，因糖果的副作用而不能恢複原型，故穿上伸縮性70%的特製衣服，因而得到身體能隨意變大或變小的「特異體質愛麗絲」。別名「小陽」（或譯「小陽一」）。
宇佐美和歌子（聲：神田理江（日本）；吳小藝（香港））
動畫版原創角色。有「使物件瞬間移動愛麗絲」。初等部B組。潛在能力系。一星。常與菫一起活動，自封棗和流架Fans Club會員，稱菫為「會長」。
星野保志雄
蜜柑的前同學。別名「小保」（或譯「小星」）。有能讓情緒影響天氣的「天氣愛麗絲」，只有兒時才有能力形式。現在沒有愛麗絲。戴着愛麗絲制卸面具。蜜柑於上一個學年的同班同學。初等部B組4年級。特别能力系。估計自己的愛麗絲將會消失，因此保留愛麗絲石，在離開學園時為同學送上象徵幸福的彩虹。
心讀君（聲：松元惠／南央美（2004年DVD）（日本）；馮嘉德（臺灣）；鄧潔麗（香港））
蜜柑的同學。9歲→15歲。3月18日出生。雙魚座。AB型血。身高149cm。體重40kg。常掛着笑容但毒舌。有能讀取別人心事的「讀心術愛麗絲」，常故作天真的讀取他人心事並說出來。初等部B組5年級。潛在能力系。一星。正田堇的青梅竹馬，初等部A組開始是菫的拍擋，以前曾是個孤僻的孩子，後因為堇的原因開始保持微笑，變得容易相處，也結交了朋友。
狐狸眼君（聲：細野雅世（日本）；譚淑英（香港））
蜜柑的同學。10歲→16歲。4月4日出生。白羊座。O型血。身高148cm。體重41kg。心讀君的好朋友。有能把自己的身體飄浮在半空中的「浮遊術愛麗絲」。初等部B組5年級。潛在能力系。一星。
念力君
蜜柑的同學。身高155cm。體重47kg。有能在隔離地方自由操作物體的「遠隔操作愛麗絲」。
順風耳君
蜜柑的同學。有能在遠距離地方聽到別人談話的「超聽覺愛麗絲」。

### 中等部
安藤翼（聲：成瀨誠（日本）；黃天佑（臺灣）；蔡忠衛（香港））
對蜜柑來說是第一位學長。14歲→19歲。7月15日出生。巨蟹座。O型血。身高171cm。體重58kg。有踏着其他事物的影子就能控制他們的行動的「影子使喚愛麗絲」。中等部3年級。特別能力系。喜歡美咲，後來與美咲交往。很照顧蜜柑。本來三星，曾因為要被學園利用而反抗學園，被懲罰降到二星，臉上左眼的下方被施予「罰則印」。因為追Z成員而從洞穴走出學園事件、花公主殿騷動和及後的煽動事件，被逼轉到危險能力系。執行任務時身受重傷，被柚香所救，接受了昴的愛麗絲治療{這段時間藏身在高等部校長那裡}，恢復健康後聽從高等部校長和柚香的建議暗中觀察學園的情況；高等部校長後受到警戒，怕發現翼，柚香給他一顆野田老師{穿越時空愛麗絲}的愛麗絲石並植入翼的身體內。
在歌劇之國的愛麗斯中與親生妹妹安藤星久別重逢。
原田美咲（聲：井上麻里奈（日本）；龍顯蕙（臺灣）；吳小藝（香港））
蜜柑的學姊，翼的青梅竹馬的朋友。14歲→19歲。6月14日出生。雙子座。B型血。身高162cm。體重47kg。二星，有能製造大量分身的「分身愛麗絲」，維持時間的極限是1天。中等部3年級。特別能力系。喜歡翼，後與翼交往。很照顧蜜柑。
眼鏡君（聲：荻原秀樹（日本））
蜜柑的學長。14歲→15歲。7月30日出生。獅子座。AB型血。身高173cm。體重64kg。翼的好朋友。有靈魂能自由出入自己的身體，並依附到其他物品的「靈魂附體愛麗絲」。中等部3年級。特別能力系。
宮園百合（聲：豐口惠／岡村明美（2004年DVD）（日本））
中等部學生。14歲→19歲。8月1日出生。獅子座。A型血。身高173cm。體重53kg。流架的學姊。有能令女性對自己產生愛慕之心的「女性費洛蒙愛麗絲」。中等部3年級。體質系。雖受女同學歡迎，但只想當普通女生。花園會其中1位花姬，花名是「若竹之君」。
園生要（聲：小林沙苗（日本）；吳小藝（香港））
翼和美咲的好友。13歲→14歲。1月16日出生。山羊座。O型血。身高160cm。體重46kg。翼的好朋友，製作小熊的人。擁有能製作布偶，並把靈魂注入布偶的「製作布偶愛麗絲」，每次使用都會縮短壽命形式。中等部B組3年級。技術系。身體十分虛弱，平常需留在學園的附屬醫院。頗受高等部的女同學歡迎。
音無由良（聲：上田純子（日本）；譚淑英（香港））
蜜柑的前同學。12歲→18歲。4月4日出生。白羊座。AB型血。身高153cm。體重43kg。蜜柑於上一個學年的同班同學。有能知道遠距離的事物及預知未來的「占卜愛麗絲」。中等部1年級。潛在能力系。

### 高等部
殿内明良（聲：杉田智和（2008年廣播劇CD））
特別能力系總代表。18歲→25歲。6月14日出生。雙子座。O型血。身高180cm。體重69kg。有能增強他人愛麗絲的「增幅愛麗絲」。高等部專科1年級。三星，幹部候補生。學生會成員。有時也要執行任務。蜜柑的學長。很照顧蜜柑，雖然平時看似輕浮，但必要時還是會有謹慎的態度。愛麗絲結晶石的顏色是茄子形狀的藍紫色。喜歡中等部或以上的某些女生。別名「殿」。
速水
高等部學生。新聞部部長。18歲→24歲。2月20日出生。雙魚座。O型血。身高169cm。體重60kg。有能看見遠方事物的「千里眼愛麗絲」和聽見遠方事物的「順風耳愛麗絲」。潛在能力系。說話有關西腔。殿内的好朋友。
櫻野秀一（聲：私市淳（日本））
愛麗絲學園的學生會長，學園總代表。17歲→23歲。1月26日出生。水瓶座。AB型血。身高173cm。體重62kg。有3種愛麗絲，包括能本身和使物件瞬間移動到其他地方的「瞬間移動愛麗絲」、直覺強勁及能與別人進行心靈感應的「直覺（心靈感應）愛麗絲」、「只碰手的期間能複製那個能力者的愛麗絲的愛麗絲」。高等部專科1年級。潛在能力系。幹部生。學生會成員。愛麗絲結晶石的顏色是綠色、海藍色和其他。在13集有送蜜柑愛麗絲石，希望蜜柑以後要走的路，可以稍微平坦一點。「事件」後一直相信泉水和柚香，因而被學園嚴厲懲罰。為了希望能改變學園而努力上進，中等部時開始聽從高等部校長的指示。在初等部B組教育實習。
今井昴（聲：川島得愛（日本））
潛在能力系總代表兼副會長。18歲→19歲。4月21日出生。金牛座。O型血。身高175cm。體重64kg。螢的哥哥，性格和興趣與螢相像。有能治癒傷勢的「治癒愛麗絲」，及記憶傷痛後轉移至第3者身上的「疼痛愛麗絲」。高等部專科1年級。幹部生。學生會成員。「事件」後一直相信泉水和柚香，因而被學園嚴厲懲罰。為了希望能改變學園及保護螢而努力上進，中等部時開始聽從高等部校長的指示。在初等部B組教育實習。初期與螢關係冷淡，之後得以修好。與螢在時光中不斷穿梭，被蜜柑等人找回并再次群聚于爱丽丝学园。
山之内靜音
技術系總代表。19歲→26歲。4月12日出生。白羊座。A型血。身高160cm。體重48kg。有能透過聲音控制其他事物行動的「音色愛麗絲」。高等部專科1年級。幹部生。學生會成員。花園會的頭號花姬，花名是「燕子花」。在初等部B組教育實習。聽從中等部校長的指示。
五島聖
體質系總代表。16歲→22歲。11月10日出生。天蠍座。AB型血。身高171cm。體重62kg。有能像搓黏土般搓自己身體來自由改變外貌和體型的「體型自由變形愛麗絲」。幹部生。接替在春天引退的櫻野成為學生會長。
暴露了作為叛徒的事。現在站在初等部校長一邊。由於初等部校長的命令，開始對高等部的門做手腳，殺害了柚香。現接受了高等部校長的提議，在失去記憶後的蜜柑身旁偽裝成她的青梅竹馬，幫助她。

### 危險能力系
日向棗（聲：朴璐美（日本）；龍顯蕙（臺灣）；姜麗儀／鄧潔麗（香港））
詳情請參照上記。
安藤翼（聲：成瀨誠（日本）；黃天佑（臺灣）；蔡忠衛（香港））
詳情請參照上記。
聖陽一（聲：齋藤千和（日本）；鄧潔麗（香港））
詳情請參照上記。
茨木乃葉蘭（聲：遠藤綾（2008年廣播劇CD））
中等部2年。13歲→18歲。9月4日出生。處女座。A型血。身高153cm。體重42kg。有能產生及自由操縱冰雪的「冰系愛麗絲」。中等部2年級。代號「雪女」和「冰姬」，又稱「野薔薇」。自幼被家人離棄在學園門前，由Persona照顧。被其他學生盡量避開，變得孤獨及內向。機緣巧合下與蜜柑成為好朋友。有雙重人格，每次執行任務前先被Persona催眠，再出現另一個冷酷人格。結局和Persona在一起, 有一個孩子。
松平颯
中等部3年。14歲→20歲。2月17日出生。水瓶座。O型血。身高165cm。體重53kg。有能自由操縱空氣流動形成風刃的「風使喚愛麗絲」。中等部3年級。代號「鎌鼬」和「空氣使者」。討厭棗。喜歡螢，稱她為「Cool Blue Sky」。
周瑠衣
高等部學生。17歲→22歲。10月2日出生。天秤座。B型血。身高173cm。體重63kg。給翼「罰則印」的人。有「詛咒愛麗絲」，從口中吐出「詛咒煙」，煙氣踫到他人便會化為刻印滲入皮膚，能透過刻印使對方疼痛。高等部3年級。代號「咀咒者」。喜歡中等部或以上的某些男生，包括翼。
八雲一
高等部學生。18歲→23歲。10月9日出生。天秤座。AB型血。身高178cm。體重69kg。有能自由操控昆蟲的「昆蟲使喚愛麗絲」。高等部專科1年級。代號「蟲使者」。

### 學園相關
鳴海·L·杏樹（聲：石田彰（日本）；吳文民（臺灣）；伍博民／郭俊廷（香港））
別名「鳴」。27歲→32歲。8月10日出生。獅子座。O型血。身高180cm。體重68kg。有能令別人對自己產生愛慕之心及控制別人思想和行動的「費洛蒙愛麗絲」。體質系老師。愛麗絲結晶石的顏色是粉紫色。混血兒。任教國語科，初等部B組的班主任，柚香的學弟(後期親口對蜜柑等人說出這段想忘掉的往事)。對免疫力低的小孩用愛麗絲會使他們暈倒。疼愛蜜柑。初等部時是特別學生，對其他人緊閉心房，後來受泉水和柚香改變，對他們敞開心房。頗受女同學歡迎。喜歡柚香。中等部3年級時，想阻止柚香獨自逃離學園而對她用愛麗絲，反被柚香錯手偷去少部份愛麗絲後暈倒。
在事件結束後成為危力系組的老師,在阿棗等人成為高等部時.在愛麗絲歌劇之國當任校長。
岬（聲：櫻井孝宏（日本）；黃天佑（臺灣）；蔡忠衛／黎家希（香港））
鳴海的好朋友。27歲→32歲。9月3日出生。處女座。A型血。身高181cm。體重71kg。有能栽培新品種植物的「植物栽培愛麗絲」。技術系老師。任教生物科。頗受初等部的女學生歡迎。愛麗絲結晶石的顏色是藍綠色。初等部時與鳴海關係惡劣，常被他欺負。
山田瀨里奈（聲：山田美穗（日本）；龍顯蕙（臺灣）；譚淑英（香港））
潛在系老師，任教英語科。29歲→35歲。2月12日出生。水瓶座。AB型血。身高164cm。體重47kg。有能透過水晶球看見遠方事物的「千里眼愛麗絲」。愛麗絲石的顏色是玫瑰紫和藍色。
神野（聲：松本大（日本））
愛麗絲學園初等部總監督。38歲→44歲。12月24日出生。山羊座。AB型血。身高178cm。體重67kg。有能產生及自由操縱雷電的「雷電愛麗絲」，會使用愛麗絲來懲罰破壞秩序的學生，對同事也相當嚴格。已婚，有3名小孩子。潛在能力系。任教數學科。被學生私底下改綽號「神神」。與泉水是同期同事。聽從高等部校長的指示;在逃亡事件之後，負責牽制、監視初等部校長；也成為初等部副校長；事件結束後因為初等部前校長因為小泉月使用了「吸魂愛麗絲」，變成了空洞的人，而成為新任的初等部校長。
動畫版神野雖然平時一臉嚴肅，不過被菫強拉到潛在系的鬼屋時，卻表現出讓人意想不到的膽怯，還因為被嚇暈導致自己的雷電愛麗絲走火。
野田（聲：宮野真守（日本）；黃天佑（臺灣）；黎家希（香港））
特力系老師。別名「野田仔」。32歲→37歲。8月15日出生。獅子座。A型血。身高181cm。體重72kg。有能自由穿疏時空的「時光滑行愛麗絲」，能力壽命很長形式。中等部的班主任。愛麗絲結晶石的顏色是淺綠色和抹茶色。泉水死後，被初等部校長強制戴上愛麗絲制御手鐲。聽從高等部校長的指示。被蜜柑值入「增幅愛麗絲石」在逃亡期間被阿殿懷疑是叛徒而拜託他使用時空轉換把敵人困在時空中，後來證明是五島聖，逃亡後三個月才回到現代之後昏倒在醫院休養，之後因為阿棗要報復初等部校長重傷在彌留時帶著今井兄妹回到過去，小瑩堅持要救阿棗，野田警告兄妹這是棗得命運後果是他不能幫兄妹倆的，之後小瑩拜託野田讓他看蜜柑最後一面，最後還是造成今井兄妹失蹤在時空中分開前小瑩從阿棗口袋掉出來蜜柑的愛麗絲石丟回阿棗身上，野田最後帶著還活著的阿棗回到現代{這段時間已消失半個月，蜜柑離開學園後的一個禮拜}。
副班主任（聲：野島裕史（日本）；吳文民（臺灣））
B組的副班主任。25歲→30歲。11月11日出生。天蠍座。A型血。身高165cm。體重57kg。有能讓頭髮增長的「頭髮增長愛麗絲」。體質系。任教家政科。初等部B組的副班主任。初期常被學生欺負。
槙原（聲：小伏伸之（日本））
潛在系老師。29歲?→30歲30歲。身高178cm。體重69kg。別名「槙」。有能本身和使物件瞬間移動到其他地方的「瞬間移動愛麗絲」。任教社會科。
行平泉水
前特力系老師。別名「行」。享年29歲。8月1日出生。獅子座。O型血。有能把愛麗絲消除的「無效化愛麗絲」(但直到成年才被兄長透過近期的照片才發現)。愛麗絲結晶石的顏色是白、淺黄和橙色。蜜柑的父親，性格與蜜柑相像。「事件」的中心人物。柚香的老師和戀人，行平校長的弟弟。已故。稱行平校長為「一哥」。進入學園前曾當過暴走族的總長，22歲入學當初等部B組的副班主任，特別能力系和特別學生的班主任，任教國語科。作風大膽甚至有些無視校規。平易近人，很受學生歡迎。一直幫助和保護被別人疏遠的特別學生。被初等部校長用詭計害死。
Persona / 芹生零（聲：三木真一郎（日本））
24歲→30歲。4月13日出生。白羊座。血型不詳。身高177cm。體重65kg。有能發出侵蝕身體物質的「腐蝕愛麗絲」，嚴重可引致死亡。愛麗絲結晶石的顏色是暗色。危險能力系老師。初等部時因自身的愛麗絲而遭別人唾罵，被困在花姬殿的地下牢房，因而變得孤獨，後對泉水敞開心房。柚香在其體內植入泉水的無效化愛麗絲石，他才得以恢復容貌。特別學生。「事件」中，被久遠寺校長欺騙和利用，錯手過度用愛麗絲殺死了泉水，因此傷心和自責。戴着只遮蓋雙眼的制御面具，也戴着很多擁有最強的制御能力的愛麗絲制御飾物。左耳戴着鑲上了愛麗絲特殊封印石的耳環，免受自己的愛麗絲侵蝕。以「芹生」作為教師的偽名。聽從初等部校長的指示。花名是「面具之君」（或譯「假面之君」以及「幪面君」）。耳環曾被蜜柑的「無效化愛麗絲」弄碎以致身體受自己的愛麗絲侵蝕。後來背叛了初等部校長，幫助蜜柑等人對抗。  結局：離開了學園。並與野薔薇育有一子。
久遠寺初等部校長（聲：早水理沙（日本））
學園暗地裏的支配者。身高145cm〈13年前是175cm〉。有能分裂自身細胞及複製分身的「克隆愛麗絲」（或譯「複製愛麗絲」）。已婚。有野心，為達目的而不擇身段。複製多個克隆，把長年的年齡分成兩份來維持長期生命，拉攏所有日本的重要官員以建立穩固的特殊地位。因常被泉水阻礙自己的陰謀而想剷除他。「事件」前，要有「盜竊愛麗絲」的柚香永遠替自己辦事。「事件」中，欺騙和利用零來害死泉水後，身體被柚香植入了泉水的「無效化愛麗絲石」和零的「腐蝕愛麗絲石」，導致不能再用愛麗絲，本來的大人體型也要於現時一直維持在兒童時期。為了能有效利用仇視自己的學生，建立對立組織Zero並複製其中1個克隆作為掌舵人，但其叛逆態度是預想外。一直追捕柚香想逼她取出被植入的愛麗絲。幽禁葵來要挾棗替學園辦事。為了要引柚香來學園，派月去多次加害蜜柑。知道蜜柑有「盜竊愛麗絲」後，改變計劃，要蜜柑永遠替自己辦事。  結局：給小泉月使用了「吸魂愛麗絲」，變成了空洞的人。
中等部校長
別名「公主」。愛稱姬宮。推定60歲以上的超級美女。10月21日出生。天秤座。AB型血。身高156cm。體重43kg。有能形成無形的保護罩及讓範圍內其他愛麗絲減弱的「結界愛麗絲」。不愛理會麻煩的事。居住在花姬殿，用當代第一強大的愛麗絲保衛着學園。討厭男生，尤其泉水。喜歡某些女生，包括螢。身體曾被柚香植入大量行平校長送的「長生不老愛麗絲石」來保持年輕。信賴柚香。屬一個很久以前的高貴名門的本家。表面上保持中立，暗中反對初等部校長的行事。因病無法獨力施展保護整個學園的結界，授權志貴成為中等部校長代理。
志貴雅近
32歲→37歲。9月6日出生。處女座。AB型血。身高178cm。體重68kg。有能形成無形的保護罩及讓範圍內其他愛麗絲減弱的「結界愛麗絲」，及能與任何愛麗絲相容的「特殊體質愛麗絲」。柚香的學長。喜歡柚香。高等部時是學生會會長。與姬宮校長是有血緣關係的遠親，愛麗絲是僅次姫宮校長的強大。被其他同學認為是花姬殿的繼承者。於畢業當天追隨柚香離開學園，一直幫助她。後來加入Z，之後脫離組織。「Z入侵學園未遂事件」後，成為中等部校長代理，以結界保衛學園。
行平一巳高等部校長
推定60歲前後。11月1日出生。天蠍座。AB型血。身高185cm。體重72kg。有能直接或透過照片來看見有愛麗絲的人身上發出光點的「看穿能力者之眼睛愛麗絲」及能一直保持年輕的「長生不老愛麗絲」。泉水的哥哥，蜜柑的伯父。自幼入學後，因自身的愛麗絲，一直被逼留在學園。希望能改變學園的不人道體制，幫助學生。反對初等部校長的行事。因為覺得自己害死弟弟泉水，及造成有愛麗絲的人跟家人分散而自責。指示櫻野、昴和五島等保護蜜柑。
安積柚香
享年30歲。7月14日出生。巨蟹座。O型血。身高161cm。體重45kg。有能本身和使物件瞬間移動到其他地方的「瞬間移動愛麗絲」、能從他人或自己身體將愛麗絲以愛麗絲石的形式取出的「盜竊愛麗絲」，及能將愛麗絲石植入他人或自己身體內的「植入愛麗絲」{在第19集阿翼和蜜柑等人對話談到}。蜜柑的母親，樣貌與蜜柑相像。「事件」的中心人物。泉水的學生和戀人，鳴海的學姊。5歲時入學。潛在能力系。10歲時初遇泉水，初等部6年級時與月成為朋友。中等部1年級，想阻止月對同學用愛麗絲時，錯手偷去她的少部份愛麗絲。被久遠寺校長強制轉為特別學生，後被泉水解救，轉到特別能力系。花園會其中1位花姬，花名是「柚子之君」。高等部2年級時，因為不能原諒久遠寺校長害死泉水及使許多人痛苦，在校長身體植入了泉水的「無效化愛麗絲石」和零的「腐蝕愛麗絲石」，後逃離學園時，錯手偷去鳴海的少部份愛麗絲。雖然心切家人，卻被他們離棄。誕下蜜柑後，為了不讓她被學園找到，被逼把她交給「爺爺」照顧。重遇志貴後一起到處竊取久遠寺校長克隆們的愛麗絲石，後來加入Z，之後脫離組織。一直被久遠寺校長追捕。「愛麗絲遺失事件」中曾偷去班長與中等部2位學生的愛麗絲。蜜柑他們潛入自己身處的Z根據地時，與志貴一起幫助他們，以致被組織追捕。之後把盜去的愛麗絲經由鳴海交還學生。想帶蜜柑逃離學園時，因久遠寺校長的陰謀而死於爆炸。死後改名行平柚香，與泉水合葬。
小泉月
30歲。4月4日出生。白羊座。AB型血。身高160cm→148cm。體重47kg→42kg。有「吸魂愛麗絲」，能吸取對方少許靈魂，再把自己些許愛麗絲吹進對方體內，控制對方的意志，或是一口氣吸去對方大量靈魂，導致對方身體衰弱甚至死亡，聲稱每次使用都會縮短壽命形式。愛麗絲結晶石的顏色是紅紫色。實際上與柚香同年。11歲時被父母捨棄而進入學園。因自身的愛麗絲，被其他學生盡量避開，因此變得孤獨及內向，後與柚香成為朋友。特別學生。因受初等部校長認同和重視，決定努力替他執行任務。中等部1年級，想對同學用愛麗絲時，被柚香錯手偷去少部份愛麗絲，認為柚香令自己再次孤獨。聽從初等部校長的指示，曾吃變身糖果而變小，轉到初等部B組去逼迫蜜柑。棗6年級時的拍檔。體質系，在事件最後使用了「吸魂愛麗絲」，讓初等部校長變成了空洞的人。

### Zero
毛利玲生（聲：鈴村健一（日本）；孫誠（臺灣）；黎家希（香港）））
23歲→24歲。8月20日出生。獅子座。B型血。公稱身高170cm，推定身高165cm。公稱體重55kg，推定體重57kg。有能透過聲音控制別人思想和行動及洗腦的「聲音費洛蒙愛麗絲」。體質系。曾綁架棗，打算讓他進入Z，但被蜜柑與菫妨礙。鳴海的學弟，好萊塢的明星。
御原
Z的幹部。有能把眼睛看見的事物石化的「石化愛麗絲」。被部下稱為「美杜莎（或譯梅杜莎）」，稱部下為「影子」。
紫堂（聲：高塚正也（日本））
玲生的部下。有能形成無形的保護罩及讓範圍內其他愛麗絲減弱的「結界愛麗絲」。曾與玲生一起綁架棗。

### 其他角色
小熊先生
7歳→13歳。12月25日出生。山羊座。要製作的第1個布偶，不能說話。北森林的看守者。初期除了對要與要的好朋友翼友善外，其他人一接近就揮拳。之後看到蜜柑為自己付出滿滿的愛心，與蜜柑成為好朋友，在蜜柑被軟禁期間獲得允許在那陪伴她。
巨雞
由中等部俱樂部飼養。因突變而變得巨大的小寶寶。在北森林初次遇見流架就已十分喜愛他。
日向葵
9歲。5月12日出生。金牛座。B型血。棗的妹妹。和棗同様有能產生及自由操縱火焰的「火焰愛麗絲」。能力壽命很短形式。現在沒有愛麗絲。7歲時不知情地緊握Persona放在窗前的「愛麗絲增幅劑」試驗品，以致愛麗絲失控而燒了自己居住的小鎮，用光愛麗絲，亦因增幅劑的副作用而失去視力和記憶。之後居住在花姬殿的地下牢房，花名是「雪葵」。在失憶這段期間都只接觸過Persona並相信其所編造的有關失憶和失明的原因，但因為令葵懷念的棗的火和紅眼因此想起了棗。和蜜柑一見面就立即成為朋友，在離開花姬殿後，接受恢復記憶和視力的愛麗絲治療，離開學園與父親回家。
五十嵐馨
日向棗和葵的母親，得年僅24歲。2月11日出生。水瓶座。B型血。身高169cm。體重50kg。有能透過接觸事物來讀取記憶從而獲得情報的「記憶操作愛麗絲」，每次使用都會縮短壽命形式。特別能力系。愛麗絲結晶石的顏色是紅色。樣貌和性格與棗相像。柚香的學姊和最好的朋友，泉水的學生。已故。有時也要執行任務。幫助行平校長調查久遠寺校長。花園會其中1位花姬，花名是「紅薔薇之君」。畢業後任職自由記者，想幫助被學園逼害的學生。「事件」後，不顧自身危險地幫助獨自逃出學園後且懷孕的柚香。在逃避學園的追兵時意外撞車身亡。
日向兄妹的父親
學園畢業生。有能產生及自由操縱火焰的「火焰愛麗絲」。
企鵝（聲：齋藤千和（2008年廣播劇CD）（日本））
螢給1位老人買家製造的企鵝形機械人，但因太依戀螢而被退貨回到學園。「愛麗絲遺失事件」中螢被Z的有毒子彈打傷後，跟蜜柑他們潛入其中1個Z根據地。離開根據地時為救他們而犧牲了自己。
甘夏（聲：植田佳奈（日本）；雷碧文（臺灣）；莊巧兒／王夢華（香港））
動畫版原創角色。螢來到學園後根據蜜柑製造的機械人，樣貌和性格與蜜柑相像。懂法語。
佐倉，蜜柑的收養者，被柚香把女兒送給收養的，被稱為「爺爺」和當作蜜柑孫女。
高橋，原創的校工機器人，但外觀不像典型的女僕萌，而是很生硬的類人型機器人，但可以說話和做出溫柔的動作。
機器人警衛，外觀很傳統生硬的類人型機器人守護。

## 用語
愛麗絲
擁有天賦才能的力量以及有那個能力之人的總稱，這部作品的主軸。各式各樣的種類都有，對大眾有用的愛麗絲到如技藝一般的愛麗絲都有。因為是出生就持有天賦才能，高興有愛麗絲和討厭自己愛麗絲的人也不少。因為從孩子發現有愛麗絲起，來自愛麗絲學園的勸誘（老師）和打算綁架的人（人口販賣子）非常多，所以不希望自己的孩子是個愛麗絲的父母較多。
擁有愛麗絲的方法目前確認有兩種。一個是像是蜜柑和日向棗一樣是父母的愛麗絲遺傳的類型，另一個是像螢那樣，父母並非愛麗絲而本人卻作為愛麗絲出生的類型。是不是有父母是愛麗絲孩子就會作為愛麗絲出生的情況，目前不明。一般認為因為在回想場面安積柚香說「如果我的孩子不是愛麗絲就好了」所以有這種可能性。
愛麗絲學園
保護作為愛麗絲孩子並教育他們為第一目的，初、中、高直升式的全員住宿制學校。高等部與一般學校不同，因為五年制，二十歲才能畢業（但在第3卷23歲的毛利玲生說離開學園已有五年?）。愛麗絲能力者有像安藤翼和原田美咲尚未懂事就被發現，或像行平泉水長大之後才發現自己是愛麗絲能力者，再加上能力出現的時期會根據人也不同，入學時期七零八落。不過，最低入學年齡是三歲。
據說學園的畢業生們結婚的比例是占70％。從國家和大戶得到著援助拿相當寬廣的地基。從入學到畢業都不能與父母相見也無法通訊。和外面唯一聯絡方式只有信（但也有像蜜柑那樣被盯上，結果寄出的信都被燒掉，或是棗那樣不能收家人的信，或像柚香這種被父母拋棄而被拒絕寄信，學園會檢查信件內容，螢就曾寫過一封一定可以通過檢查卻超冷淡的信）。
表面是將不擅長控制自己愛麗絲的孩子入學園以保護做為目的，不過，也有像棗一樣被逼去做地下工作。
由於不讓家人見孩子，還讓孩子做危險的工作的事等，因此來自外部與內部的排斥也不少。
但也有不少像Persona、安積柚香、小泉月、茨木野薔薇等那樣因為擁有愛麗絲而被父母無人性地拋棄的孩子。
設置著星階級制度。幹部生（特級星）、三星、二星、一星、無星，各個階層影響平時的生活待遇和零用錢等。
花園會
中等部校長私有的「花姬」美少女沙龍。校長招待挑選的女學生，舉行著每個季節大規模的活動。而被選中的女學生「花姬」每人都會有個花名。主要中等部以上為徵選對象。不過，初等部的螢成為候選人。和服的穿著是基本的，而被招待的女學生會有豪華的和服贈與。
抽籤方法有被校長發請帖，和抽到玉石的普通女學生。抽籤玉石時常被校長反復無常遮住。
校長因為討厭男人，所以男子絕對是禁止出入。不過，作為特例棗、乃木流架、聖陽一被招呼，條件是以女裝。
ZERO
愛麗絲學園敵對的反體制組織。俗稱「Z」。為了讓感到被愛麗絲學園利用了的畢業生，向愛麗絲學園報復所組成進而組織化。但這事實上是初等部校長的陰謀，希望能繼續利用畢業後的危力系學生做事。曾說打算將持有愛麗絲的人解放卻誘拐、洗腦，且打算賣掉。

### 愛麗絲能力班別
潛在能力系
簡稱「潛力系」。一般人認識的超能力大多數被歸入此系，
例如透視眼、預知未來、读心术等。該班別的學生一起上課時的氣氛一般。
代表人物：飛田裕、心讀君、神野老師
技術系
這班別的學生在製作物品時可以發揮特別能力，
有人甚至可以給所造的物品注入生命，例如可以活動的食物、圖畫和布偶。
技術系在學園祭的節目很受歡迎。
代表人物：今井螢、園生要、岬老師
體質系
這班別的愛麗絲與擁有者的身體有關，例如吸引其他人和動物的費洛蒙、可以跑得很快的能力或改變身體等。
代表人物：乃木流架、正田堇、鳴海·L·杏樹老師
特別能力系
簡稱「特力系」。這班別的學生歸納不了以上三類的其它愛麗絲能力，
例如無效化、影子操控、增強別人的能力等。該系雖然不太受其他人重視，不過學生們相當團結。
代表人物：原田美咲、殿內明良、野田老師
危險能力系
簡稱「危力系」。這班別的學生其實來自以上四類，但被學園認為會對學園不利，
以这个借口秘密培育危險能力系的學生成為地下工作員，為學園執行不可告人的危險任務。
學園不願向外界公開這個系的存在，連文化祭也無法參與。
代表人物：日向棗、聖陽一、小泉月、Persona、野薔薇

### 愛麗絲的形式
孩童時期能力者（只有兒時才是能力者）
只有在孩童時期才能產生愛麗絲，一旦長大愛麗絲便會消失了。（代表人物：星野保志雄）
能力壽命很長
愛麗絲只能微量出現，相對地愛麗絲的能力可以持續很長久。（代表人物：野田老師）
能力壽命很短
可以一次爆發出來，但相對體內的愛麗絲能力會遞減，最終會消失。（代表人物：日向葵、佐倉蜜柑）
每次使用都會縮短壽命
非常罕見，不知能力的底限，但每次使用愛麗絲均會縮短使用者的壽命，危害健康。（代表人物：園生要、日向棗）

### 星階級
無星級
屬於被認為無能的一類，或者是被校方覺得學生的愛麗絲對學校沒利益的學生。蜜柑剛入學時，因為她的無效化愛麗絲，被神野老師評定她為無星級。
一星級
給予剛入學 / 表現一般的學生。
二星級
給予愛麗絲能力優秀 / 成績較好的學生。
三星級
給予愛麗絲能力優秀 / 成績優秀的學生。
特別星級（幹部生）
給予愛麗絲能力優秀的學生 / 特殊的愛麗絲學生。
學園每個月向學生發放零用錢，不同星階級的人所得的錢如下：
- 無星級：500圓
- 一星級：3000圓
- 二星級：5000圓
- 三星級：10000圓
- 幹部生（特別星級）：30000圓

動畫是能得到零用錢的單位不是「圓」，而是拉比特（Rt）。100圓=1拉比特。

### 其他
「事件」
發生於距今約12年前，蜜柑的父親行平泉水，即初等部、特力系和特別班的老師，被久遠寺初等部校長用詭計害死，蜜柑的母親安積柚香在久遠寺校長身體植入無效化和腐蝕愛麗絲，使他的體型一直維持在兒童時期，之後逃離愛麗絲學園。這件事及相關的能力在日後成為禁忌，有關係的人物（佐倉蜜柑、櫻野秀一、今井昴）也受到嚴密監視。
愛麗絲結晶石
簡稱「愛麗絲石」。封入了少部份愛麗絲的能力石頭。石頭的大小和顏色的濃淡表示製造者能力的強弱，顏色則反映製造者的性格和其製造石頭時的心情，而能力夠強的人則可以進一步改變形狀。
若要使用石頭，製造者與使用者的愛麗絲必須有良好的相容性，或者雙方的心意要產生共鳴。每次使用後會變小，顏色會變淡。
異性交換愛麗絲石表示兩人在交往，是學園長久以來的戀愛習俗。
特別學生
危險能力系成立前，大家對危力系學生的稱呼。他們受到的監管和懲罰，比現時危力系學生的更差劣，也更受別人排擠。（代表人物：小泉月、鳴海·L·杏樹、安積柚香）

## 出版書籍
於《花與夢》（白泉社）2002年19號開始至2013年14號連載完畢。單行本全31卷。

### 單行本
| 卷數 | 白泉社         | 白泉社                 | 長鴻出版社     | 長鴻出版社           |
| 卷數 | 發售日期       | ISBN                   | 發售日期       | EAN                  |
| ---- | -------------- | ---------------------- | -------------- | -------------------- |
| 1    | 2003年2月19日  | ISBN 978-4-592-17245-1 | 2003年11月25日 | EAN 471-0765-17979-3 |
| 2    | 2003年7月18日  | ISBN 978-4-592-17246-8 | 2004年8月13日  | EAN 471-0765-18755-2 |
| 3    | 2003年11月19日 | ISBN 978-4-592-17247-5 | 2004年11月17日 | EAN 471-0765-18967-9 |
| 4    | 2004年3月19日  | ISBN 978-4-592-18091-3 | 2005年6月29日  | EAN 471-0765-19610-3 |
| 5    | 2004年7月16日  | ISBN 978-4-592-18092-0 | 2005年9月22日  | EAN 471-0765-19869-5 |
| 6    | 2004年11月19日 | ISBN 978-4-592-18093-7 | 2005年10月26日 | EAN 471-0765-19940-1 |
| 7    | 2005年3月18日  | ISBN 978-4-592-18094-4 | 2005年12月1日  | EAN 471-0765-19994-4 |
| 8    | 2005年8月19日  | ISBN 978-4-592-18095-1 | 2006年1月17日  | EAN 471-0765-20093-0 |
| 9    | 2005年12月16日 | ISBN 978-4-592-18096-8 | 2006年7月17日  | EAN 471-0765-20680-2 |
| 10   | 2006年4月19日  | ISBN 978-4-592-18097-5 | 2006年11月24日 | EAN 471-0765-21016-8 |
| 11   | 2006年9月19日  | ISBN 978-4-592-18098-2 | 2007年5月14日  | EAN 471-0765-21441-8 |
| 12   | 2006年12月18日 | ISBN 978-4-592-18099-9 | 2007年12月3日  | EAN 471-0765-21902-4 |
| 13   | 2007年5月18日  | ISBN 978-4-592-18100-2 | 2008年5月10日  | EAN 471-2805-82379-6 |
| 14   | 2007年9月19日  | ISBN 978-4-592-18520-8 | 2008年8月13日  | EAN 471-2805-82552-3 |
| 15   | 2008年3月19日  | ISBN 978-4-592-18521-5 | 2008年12月3日  | EAN 471-2805-82882-1 |
| 16   | 2008年7月17日  | ISBN 978-4-592-18522-2 | 2009年5月21日  | EAN 471-1552-44271-7 |
| 17   | 2008年12月19日 | ISBN 978-4-592-18523-9 | 2009年8月14日  | EAN 471-1552-44487-2 |
| 18   | 2009年3月19日  | ISBN 978-4-592-18524-6 | 2009年10月20日 | EAN 471-1552-44598-5 |
| 19   | 2009年7月17日  | ISBN 978-4-592-18525-3 | 2010年6月22日  | EAN 471-3469-35182-3 |
| 20   | 2009年11月19日 | ISBN 978-4-592-18526-0 | 2010年11月2日  | EAN 471-3469-35593-7 |
| 21   | 2010年4月19日  | ISBN 978-4-592-18527-7 | 2011年3月16日  | EAN 471-3469-35920-1 |
| 22   | 2010年8月19日  | ISBN 978-4-592-18528-4 | 2011年8月12日  | EAN 471-6814-19228-7 |
| 23   | 2010年12月17日 | ISBN 978-4-592-18529-1 | 2012年2月23日  | EAN 471-6814-19643-8 |
| 24   | 2011年5月19日  | ISBN 978-4-592-18530-7 | 2012年3月27日  | EAN 471-6814-19876-0 |
| 25   | 2011年9月20日  | ISBN 978-4-592-19233-6 | 2012年7月24日  | EAN 471-5409-85098-4 |
| 26   | 2012年2月20日  | ISBN 978-4-592-19426-2 | 2012年12月22日 | EAN 471-5409-85506-4 |
| 27   | 2012年6月20日  | ISBN 978-4-592-19427-9 | 2013年5月4日   | EAN 471-5409-85812-6 |
| 28   | 2012年11月20日 | ISBN 978-4-592-19428-6 | 2013年7月3日   | EAN 471-5409-85903-1 |
| 29   | 2013年3月19日  | ISBN 978-4-592-19429-3 | 2014年2月13日  | EAN 471-5409-86262-8 |
| 30   | 2013年8月20日  | ISBN 978-4-592-19430-9 | 2014年4月1日   | EAN 471-5409-86348-9 |
| 31   | 2013年9月20日  | ISBN 978-4-592-19471-2 | 2014年8月9日   | EAN 471-5409-86683-1 |

### Fan Book
導讀手冊
- 7.5 官方Fan Book（7.5 公式ファンブック）2005年3月18日發售、ISBN 978-4-592-18887-2
- 25.5 官方Fan Book（25.5 公式ファンブック）2011年9月20日發售、ISBN 978-4-592-19826-0

插畫集
- Illust Fan Book（イラストファンブック）2007年5月18日發售、ISBN 978-4-592-18015-9
- Illust Fan Book─畢業─（イラストファンブック─卒業─）2013年7月19日發售、ISBN 978-4-592-19747-8

### 繪本
- 和小熊一起AIUEO（ベアといっしょにあいうえお）2011年10月20日發售、ISBN 978-4-592-73266-2

## 電視動畫
- 故事相當於到漫畫5卷為止，第23話以後是動畫原創。
- 於2004年10月30日至2005年5月14日在NHK衛星第2頻道《衛星動畫劇場（日语：衛星アニメ劇場）》播放，共26集。
- 香港亞洲電視自2007年5月2日首播該動畫的粵語配音版本。

| 日本 NHK衛星第2頻道 動畫時段內節目 | 日本 NHK衛星第2頻道 動畫時段內節目  | 日本 NHK衛星第2頻道 動畫時段內節目 |
| ---------------------------------- | ----------------------------------- | ---------------------------------- |
|                                    | 愛麗絲學園 (2004.10.30 ~2005.5.14 ) |                                    |
| 瓦特希普高原                       | 絕對少年                            |                                    |

| 香港 本港台 星期一至五 16:30-17:00 | 香港 本港台 星期一至五 16:30-17:00 | 香港 本港台 星期一至五 16:30-17:00 |
| ---------------------------------- | ---------------------------------- | ---------------------------------- |
|                                    | 首播 (2007.5.2 ~2007.6.6 )         |                                    |
| 怪獸農場賽馬直擊 (12:50-17:55)     | 龍隱俠                             |                                    |

| 香港 本港台 星期一至五 16:30-17:00                               | 香港 本港台 星期一至五 16:30-17:00 | 香港 本港台 星期一至五 16:30-17:00     |
| ---------------------------------------------------------------- | ---------------------------------- | -------------------------------------- |
|                                                                  | 重播 ( 2011.4.29~6.3 )             |                                        |
| 阿童木                                                           | 開心保兒日記                       |                                        |
| 星期六、日 17:00-17:30                                           |                                    |                                        |
| 星期六： 怪獸農場星期日： 賽馬直擊 (12:50-17:55)                 | 重播 ( 2008.3.2~7.26 )             | 龍隱俠                                 |
| 星期六： 湯馬仕小火車:火車大作戰 (16:30-17:30) 星期日： 賽馬直擊 | 重播 ( 2012.7.21~11.24 )           | 星期六： 勁爆倉鼠樂隊星期日： 賽馬直擊 |

### 製作人員
- 原作 - 樋口橘「學園愛麗絲」（連載於「花與夢」（白泉社））
- 导演 - 大森貴弘
- 人物設計、總作畫監督 - 伊藤良明
- 系列構成 - 橫山雅志
- 美術監督 - 菱沼由典
- 色彩設計 - 海鋒重信
- 音響監督 - 岩浪美和
- 音樂 - 吉森信（日语：吉森信）
- 製作人 - 近藤榮三、岩上敦宏（日语：岩上敦宏）、佐久間崇、須賀信行
- 動畫製作 - Group Tac
- 製作 -
- 製作 - 「學園愛麗絲」製作委員會

### 主題曲
片頭曲
「閃閃發光的太陽」
作詞 - 東川遙 / 作曲 - 吉森信 / 歌 - 佐倉蜜柑（植田佳奈）
片尾曲
「幸福的彩虹」
作詞 - 東川遙 / 作曲 - 吉森信 / 歌 - 佐倉蜜柑&今井螢（植田佳奈&釘宮理惠）
插曲
「LAZY LOVE GUILTY LOVE」（第13話）
作詞 - 東川遙 / 作曲·編曲 - 吉森信 / 歌 - 毛利玲生（鈴村健一）
- 愛麗絲祭日前夜的慶祝活動，被毛利玲生實況錄音的景色沖走。

「Venus」（第25話）
作詞 - 東川遙 / 作曲·編曲 - 吉森信 / 歌 - 毛利玲生（鈴村健一）

### 各集標題
| 集數   | 日文標題 | 中文標題                  | 劇本              |
| ------ | -------- | ------------------------- | ----------------- |
| 第1集  |          | 學校要倒閉了☆             | 橫山雅志          |
| 第2集  |          | 歡迎來到愛麗絲學園        | 橫山雅志          |
| 第3集  |          | 我不會輸給甚麼愛麗絲☆     | 橫山雅志          |
| 第4集  |          | 這就是我的愛麗絲          | 島田滿            |
| 第5集  |          | 星級制的制度好嚴格喔      | 花田十輝          |
| 第6集  |          | 我是垃圾班☆               | 島田滿            |
| 第7集  |          | 我不會輸的☆愛麗絲閃避球   | 花田十輝          |
| 第8集  |          | 對爺爺的思念              | 橫山雅志          |
| 第9集  |          | 最喜歡☆螢大人             | 花田十輝          |
| 第10集 |          | 期待中的☆商店街Shopping   | 島田滿            |
| 第11集 |          | 苦練，愛麗絲特訓          | 橫山雅志          |
| 第12集 |          | 好期待的學園祭來臨了      | 花田十輝          |
| 第13集 |          | 超級追星一族              | 花田十輝          |
| 第14集 |          | 把棗還給我們☆             | 橫山雅志          |
| 第15集 |          | 回去學校吧                | 橫山雅志          |
| 第16集 |          | 迷宮裡決鬥☆阿拉丁的神燈   | 島田滿            |
| 第17集 |          | 螢的秘密                  | 島田滿            |
| 第18集 |          | 黑暗中☆兩人獨處           | 島田滿            |
| 第19集 |          | 開場了☆沉睡森林的白雪公主 | 花田十輝          |
| 第20集 |          | 最後一支舞要跟誰跳呢☆     | 花田十輝          |
| 第21集 |          | 目標就是☆優等生獎         | 島田滿            |
| 第22集 |          | 玩具熊與王子殿下☆         | 島田滿            |
| 第23集 |          | 嘩嘩☆馬戲團來了           | 橫山雅志          |
| 第24集 |          | 鳴海老師是騙子            | 橫山雅志          |
| 總集篇 |          | 總集篇☆想再一次見面       | -                 |
| 第25集 |          | 奪回學園☆                 | 橫山雅志 大森貴弘 |
| 第26集 |          | 友情☆Endless              | 花田十輝          |

## 遊戲
- （GBA用軟件）（2004年11月18日）
- （PS2用軟件）（2006年6月22日）
- （NDS用軟件）（2007年4月19日）

## 資料來源
1. ↑  學園愛麗絲25.5公式Fan Book第26和29頁。

## 外部連結
- 花與夢.com（页面存档备份，存于）（日語）
- Aniplex 學園愛麗絲 動畫官方網站（页面存档备份，存于）（日語）
- NHK動畫世界 學園愛麗絲（日語）
- Group tuck 學園愛麗絲（日語）
- TOKYO MX ＊ 動畫「學園愛麗絲」（页面存档备份，存于）（日語）